# 1949-es Le Mans-i 24 órás verseny
A 17. Le Mans-i 24 órás versenyt 1949. június 25-én rendezték meg.
Az első verseny volt a második világháború után, hiszen 1940-től 1948-ig nem rendezték meg.

## Végeredmény
|    | Kategória | #  | Csapat                  | Versenyzők                          | Modell                                 | Motor                       | Körök |
| -- | --------- | -- | ----------------------- | ----------------------------------- | -------------------------------------- | --------------------------- | ----- |
| 1  | S 2.0     | 22 | Lord Selsdon            | Lord Selsdon Luigi Chinetti         | Ferrari 166MM                          | Ferrari 2.0L V12            | 235   |
| 2  | S 3.0     | 15 | Henri Louveau           | Henri Louveau Juan Jover            | Delage D6S-3L                          | Delage 3.0L i6              | 234   |
| 3  | S 2.0     | 3  | Mrs. P. Trevelyan       | Harold John Aldington Norman Culpan | Frazer Nash High Speed Le Mans Replica | Bristol 2.0L I6             | 224   |
| 4  | S 3.0     | 14 | W.S. Watney             | Louis Gérard Francesco Godia        | Delage D6S-3L                          | Delage 3.0L I6              | 212   |
| 5  | S 5.0     | 11 | Pierre Meyrat           | Pierre Meyrat Robert Brunet         | Delahaye 135CS                         | Delahaye 4.0L I6            | 210   |
| 6  | S 5.0     | 6  | H.S.F. Hay              | H.S.F. Hay Tommy Wisdom             | Bentley 4¼ Paulin                      | Bentley 4.3L I6             | 210   |
| 7  | S 2.0     | 27 | Arthur Jones            | Arthur Jones Nick Haines            | Aston Martin 2-Litre Sports (DB1)      | Aston Martin 2.0L I4        | 207   |
| 8  | S 1.5     | 35 | Ecurie Lapin Blanc      | Eric Thompson Jack Fairman          | HRG 1500 Lightweight Le Mans           | Singer 1.5L I4              | 202   |
| 9  | S 5.0     | 12 | René Bouchard           | René Bouchard Pierre Larrue         | Delahaye 135MS                         | Delahaye 3.6L I6            | ?     |
| 10 | S 5.0     | 9  | Henry Leblanc           | Henry Leblanc Jean Brault           | Delahaye 135CS                         | Delahaye 3.6L I6            | ?     |
| 11 | S 2.0     | 29 | Robert Lawrie           | Robert Lawrie Robert W. Walker      | Aston Martin 2-Litre Sports (DB1)      | Aston Martin 2.0L I4        | ?     |
| 12 | S 1.1     | 44 | Monopole-Poissy         | Jean de Montrémy Eugène Dussous     | Monopole Sport                         | Gordini 1.1L I4             | ?     |
| 13 | S 3.0     | 20 | Jack Bartlett           | Jack Bartlett Nigel Mann            | Healey Elliott                         | Riley 2.4L I4               | ?     |
| 14 | S 1.1     | 47 | N.J. Mahé / R. Crovetto | Norbert Jean Mahé Roger Crovetto    | Simca Huit                             | Gordini 1.1L I4             | ?     |
| 15 | S 750     | 58 | Let-Aviation            | František Sutnar Otto Krattner      | Aero Minor Sport 750                   | Aero 0.7L Flat-2 (2-Stroke) | ?     |
| 16 | S 1.5     | 41 | Auguste Lachaize        | Auguste Lachaize Albert Debille     | DB Tank                                | Citroën 1.5L I4             | ?     |
| 17 | S 1.1     | 52 | André Guillard          | André Guillard Théodore Martin      | Simca Huit                             | Gordini 1.1L I4             | ?     |
| 18 | S 750     | 60 | Ecurie Verte            | Emmanuel Baboin Pierre Gay          | Simca Six                              | Simca 0.6L I4               | ?     |
| 19 | S 750     | 59 | Jacques Poch            | Ivan Hodač Jacques Poch             | Aero Minor Sport 750                   | Aero 0.7L Flat-2 (2-Stroke) | ?     |

## Nem ért célba
|    | Kategória | #  | Csapat                       | Versenyzők                          | Modell                            | Motor                      | Körök |
| -- | --------- | -- | ---------------------------- | ----------------------------------- | --------------------------------- | -------------------------- | ----- |
| 20 | S 5.0     | 1  | André Chambas / Ecurie Verte | André Chambas André Morel           | Talbot-Lago Gran Sport Coupe      | Talbot-Lago 4.5L I6        | 222   |
| 21 | S 3.0     | 18 | Auguste Veuillet             | Auguest Veuillet Edmond Mouche      | Delage D6-3L                      | Delage 3.0L I6             | 208   |
| 22 | S 2.0     | 28 | Mrs. R.P. Hichens            | Pierre Marechal Donald Mathieson    | Aston Martin 2-Litre Sports (DB1) | Aston Martin 2.0L i4       | 192   |
| 23 | S 5.0     | 4  | Charles Pozzi                | Pierre Flahaut André Simon          | Delahaye 175S                     | Delahaye 4.5L I6           | 179   |
| 24 | S 1.5     | 42 | René Bonnet                  | René Bonnet Charles Deutsch         | DB 5                              | Citroën 1.5L I4            | 175   |
| 25 | S 1.5     | 43 | G.E. Phillips                | George Phillips R.M. Dryden         | MG TC Special Body                | MG 1.3L I4                 | 134   |
| 26 | S 5.0     | 8  | Louis Villeneuve             | Marius Chanal Yves Giraud-Cabantous | Delahaye 135CS                    | Delahaye 3.6L I6           | 128   |
| 27 | S 5.0     | 10 | R.R.C. Walker Racing Team    | Tony Rolt Guy Jason-Henry           | Delahaye 135CS                    | Delahaye 3.6L I6           | 126   |
| 28 | S 5.0     | 5  | Ets. Delettrez               | Jean Delettrez Jacques Delettrez    | Delettrez Diesel                  | Delettrez 4.4L I6 (Diesel) | 123   |
| 29 | S 1.1     | 45 | Monopole-Poissy              | Jean Hémard Raymond Leinard         | Monopole                          | Simca 1.1L I4              | 120   |
| 30 | S 1.1     | 48 | Just-Emile Vernet            | Just-Emile Vernet Claude Batault    | Simca Huit                        | Simca 1.1L I4              | 118   |
| 31 | S 1.1     | 56 | Jacques Savoye               | Jacques Savoye Marcel Renault       | Singer 9                          | Singer 1.0L I4             | 97    |
| 32 | S 5.0     | 2  | Ecurie France                | Paul Vallé Guy Mairesse             | Talbot-Lago Monoplace Decalee     | Talbot-Lago 4.5L I6        | 95    |
| 33 | S 1.1     | 54 | Mme Vivianne Elder           | Vivianne Elder René Camerano        | Simca Huit                        | Simca 1.1L I4              | 95    |
| 34 | S 1.1     | 46 | Robert Redge                 | Félix Lecerf Robert Redge           | Simca Dého                        | Simca 1.1L I4              | 89    |
| 35 | S 1.1     | 50 | Amédée Gordini               | Pierre Veyron José Scaron           | Simca-Gordini T8                  | Simca 1.1L I4              | 88    |
| 36 | S 1.5     | 34 | Ecurie Lapin Blanche         | Jack Scott-Douglas Neville Gee      | HRG 1500 Lightweight Le Mans      | Singer 1.5L I4             | 83    |
| 37 | S 3.0     | 16 | Marc Versini                 | Marc Versini Gaston Serraud         | Delage D6-3L                      | Delage 3.0L I6             | 58    |
| 38 | S 2.0     | 23 | J.A. Plisson                 | Jean Lucas Pierre-Louis Dreyfus     | Ferrari 166MM                     | Ferrari 2.0L V12           | 53    |
| 39 | S 5.0     | 3  | Charles Pozzi                | Eugène Chaboud Charles Pozzi        | Delahaye 175S                     | Delahaye 4.5L I6           | 52    |
| 40 | S 2.0     | 30 | Peter Monkhouse              | Peter Monkhouse Ernest Stapleton    | Aston Martin Speed Model          | Aston Martin 2.0L I4       | 45    |
| 41 | S 1.1     | 51 | Robert Tocheport             | Robert Tocheport Roget Carron       | Simca Huit                        | Simca 1.1L I4              | 45    |
| 42 | S 1.5     | 36 | Just-Emile Vernet            | Georges Trouis Roger Eckerlein      | Riley RMA                         | Riley 1.5L I4              | 40    |
| 43 | S 2.0     | 31 | Dudley C. Folland            | Anthony Heal Dudley Folland         | Aston Martin Speed Model          | Aston Martin 2.0L I4       | 26    |
| 44 | S 5.0     | 7  | Ecurie Rosier                | Louis Rosier Jean-Louis Rosier      | Talbot-Lago Spéciale              | Talbot-Lago 4.1L I6        | 21    |
| 45 | S 1.1     | 57 | Camille Hardy                | Camille Hardy Maurice Roger         | Renault 4CV                       | Renault 0.8L I4            | 21    |
| 46 | S 1.5     | 33 | Ecurie Lapin Blanche         | Peter Clark Mortimer Morris-Goodall | HRG 1500 Lightweight Le Mans      | Singer 1.5L I4             | 11    |
| 47 | S 3.0     | 19 | Aston Martin Lagonda Ltd.    | Leslie Johnson Charles Brackenbury  | Aston Martin DB2                  | Lagonda 2.6L I6            | 6     |
| 48 | S 2.0     | 32 | Louis Eggen                  | Louis Eggen Egon Kraft de la Saulx  | Alvis TA 14                       | Alvis 1.9L I4              | 6     |
| 49 | S 1.1     | 49 | Amédée Gordini               | Jean Trévoux Marcel Lesurque        | Simca-Gordini TMM                 | Simca 1.1L I4              | 5     |